# Bubesheim
Bubesheim ist eine Gemeinde im schwäbischen Landkreis Günzburg und ein Mitglied der Verwaltungsgemeinschaft Kötz.

## Geografie
Die Gemeinde liegt in der Region Donau-Iller am nördlichsten Rand des Alpenvorlands, bevor dieses zu den Tälern von Donau und Günz abfällt. Das Gemeindegebiet erstreckt sich hauptsächlich in Richtung des ebenen Südens, einschließlich des im Osten im Günztal gelegenen Günzriedweihers (im Volksmund auch Wasserburger See). Der Ort lässt sich in einen oberen und einen unteren Teil, der in der Senke des Bubesheimer Bachs liegt, unterteilen. Es gibt nur die Gemarkung und Gemeindeteil Bubesheim.

## Geschichte

### Bis zur Gemeindegründung
Der Ort gehörte seit dem Mittelalter zur zu Österreich gehörenden Markgrafschaft Burgau. Durch Verpfändungen gelangte es zeitweise in die Hände schwäbischer Adelsfamilien wie der Freiherren von Hohenberg und der Freiherren von Rehlingen. Seit den Friedensverträgen von Brünn und Pressburg 1805 gehört der Ort zu Bayern. Im Zuge der Verwaltungsreformen im Königreich Bayern entstand mit dem Gemeindeedikt von 1818 die heutige Gemeinde. Die komplette Geschichte Bubesheims, die teilweise bis in die Steinzeit zurückreicht, lässt sich in der Ortschronik nachlesen (Siehe auch: Literatur).
1900 kam der elektrische Strom in den Ort. 23 Bubesheimer Bürger verloren im Ersten Weltkrieg ihr Leben. Der Bau von Autobahn und Flugplatz 1936–1938 verschlang etwa 1/6 der Flur. 60 Bubesheimer verloren im Zweiten Weltkrieg das Leben, nach 1945 wuchs die Einwohnerzahl durch Vertriebene aus dem Osten um ca. 30 %.

### Einwohnerentwicklung
- 1970: 0819 Einwohner
- 1987: 1149 Einwohner
- 1991: 1254 Einwohner
- 1995: 1407 Einwohner
- 2000: 1406 Einwohner
- 2005: 1732 Einwohner
- 2010: 1507 Einwohner
- 2015: 1575 Einwohner

Bei den genannten Zahlen ist zu beachten, dass in den Sommermonaten regelmäßig eine große Anzahl an Erntehelfern im Ort ist. Daher kann sich die Einwohnerzahl je nach Erhebungszeitraum kurzfristig stark erhöhen. Dies erklärt beispielsweise den ungewöhnlich starken Anstieg im Jahr 2005.
Zwischen 1988 und 2018 wuchs die Gemeinde von 1190 auf 1557 um 367 Einwohner bzw. um 30,8 %.

## Politik

### Verwaltungsgemeinschaft
Bubesheim bildet zusammen mit der Gemeinde Kötz die Verwaltungsgemeinschaft Kötz.

### Gemeinderat
Der Gemeinderat hat zwölf Mitglieder. Bei der Kommunalwahl am 15. März 2020 wurde nur von der CSU ein Wahlvorschlag eingereicht, der alle Sitze erhielt. Bei der Kommunalwahl 2014 hatte sich folgende Sitzverteilung für die Amtszeit von 2014 bis 2020 ergeben:
- CSU: 5 Sitze
- Freie Wähler: 3 Sitze
- Unabhängige Bürgerliste: 4 Sitze

### Bürgermeister
Erster Bürgermeister ist seit 1. Mai 2020 Gerhard Sobczyk (CSU), der am 15. März 2020 mit 71,0 % der Stimmen gewählt wurde. Dessen Vorgänger war von Mai 2008 bis April 2020 Walter Sauter (Freie Wähler).

### Wappen

Bannerflagge der Gemeinde Bubesheim

| Wappen von Bubesheim | Blasonierung: „Unter silbernem Schildhaupt, darin ein schreitender roter Löwe, in Blau zwei silberne Spitzen, die mit je einer silbernen Rose mit goldenem Butzen besteckt sind.“ |
| Wappen von Bubesheim | Wappenbegründung: Die Löwen sind Teil des Wappens derer von Hohenberg und die Spitzen mit silbernen Rosen Teile des Wappens derer von Rehlingen. Gemeindewappen und Flagge wurden vom bayerischen Innenministerium am 29. Mai 1969 genehmigt. Das auf dem rot-weiß-blauen Flaggentuch mittig aufgelegte Wappen unterscheidet sich in Form und Figuren vom offiziellen Wappen, entspricht aber dennoch der Blasonierung. |

### Gemeindepartnerschaften
Seit 1977 unterhält die Gemeinde eine formlose Partnerschaft mit der französischen Kleinstadt St. Fulgent. Es finden immer wieder gegenseitige Besuche statt.

## Kultur und Sehenswürdigkeiten

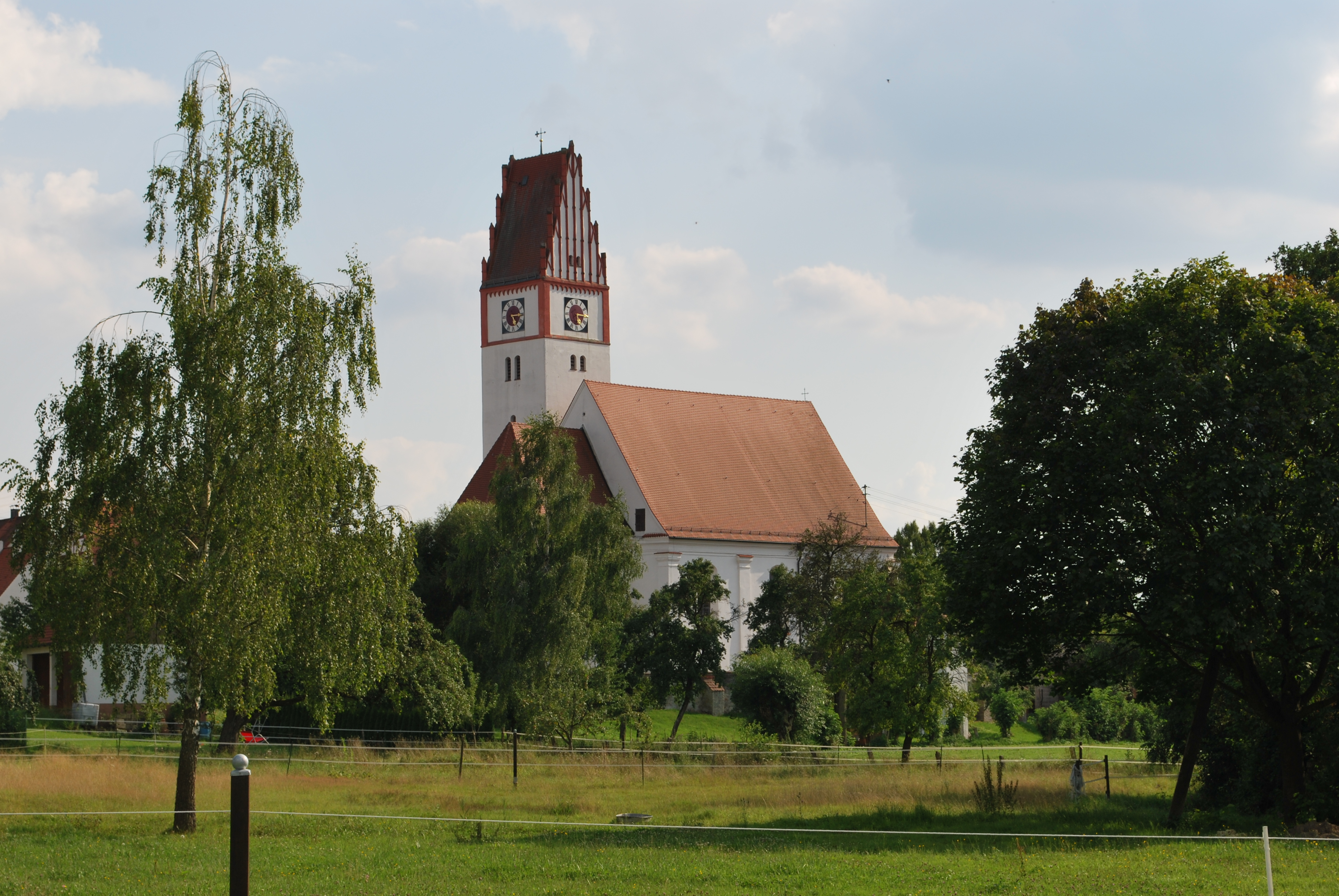
Kirche Mariä Geburt

Viele der derzeit 20 Vereine veranstalten über das Jahr hinweg Feste und andere Aktivitäten, wie zum Beispiel Theaterauftritte oder auch Kinderprogramme in den Schulferien. Am bekanntesten sind das alljährliche Gartenfest der Freiwilligen Feuerwehr Bubesheim und die Auftritte der zwei Bubesheimer Theatervereine.
In den Wäldern und Fluren, hauptsächlich südlich von Bubesheim, existieren viele archäologische Denkmäler. Neben einigen Grabhügelgruppen, teilweise aus der Hallsteinzeit, fand man auf dem ganzen Gemeindegebiet vorgeschichtliche und römische Siedlungsreste, wie Münzen, Ziegel und Keramikteile. Außerdem befinden sich leider nicht mehr sichtbare Überreste eines römischen Landguts (Villa rustica) auf Bubesheimer und Kötzer Flur. Wichtigste kulturhistorische Bauwerke im Ort sind die Kirche Mariä Geburt samt dem benachbarten Pfarrhaus. Im Übrigen ist der Ort geprägt von zahlreichen Bauernhäusern der regionaltypischen oberschwäbischen Bauart, von denen jedoch nur noch wenige im historischen Originalzustand sind und dementsprechend unter Denkmalschutz stehen.

## Infrastruktur und Wirtschaft

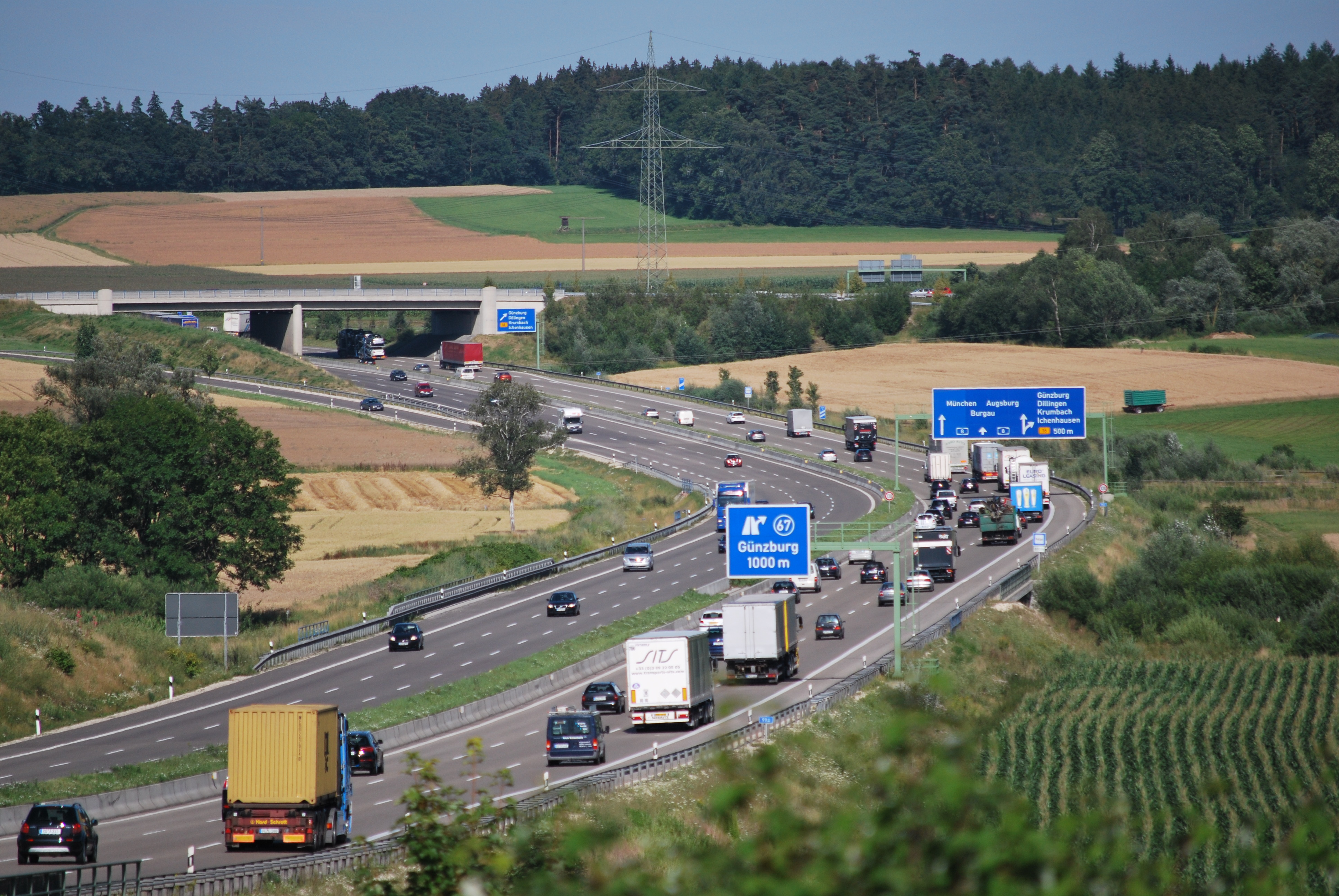
BAB 8 zwischen Bubesheim und Günzburg

### Wirtschaft einschließlich Land- und Forstwirtschaft
Bubesheim ist seit jeher landwirtschaftlich geprägt, die 440 ha Acker- und 116 ha Forstfläche (Stand 2012) im Gemeindegebiet werden jedoch zunehmend nur noch von einzelnen Betrieben bewirtschaftet. Während bis Anfang des 20. Jahrhunderts fast jede ortsansässige Familie einen Bauernhof unterhielt, existierten 2010 lediglich 13 landwirtschaftliche Betriebe mit dem Schwerpunkt des Marktfruchtbaus. Die ehemals große Zahl an Milchvieh lag 2007 bei nur mehr 83 Rindern, im Jahr 2016 stellte der letzte milchviehhaltende Betrieb die Arbeit ein. Den größten Arbeitgeber heutzutage stellt das produzierende Gewerbe mit 281 von insgesamt 359 Arbeitsplätzen im Ort dar. Der Bau des Legolands in unmittelbarer Nähe förderte zudem den Tourismus, 2006 wurden rund 3000 Übernachtungen gezählt. Weiter gab es 2012 im Bereich Handel und Verkehr 52 sozialversicherungspflichtig Beschäftigte am Arbeitsort. Sozialversicherungspflichtig Beschäftigte am Wohnort gab es insgesamt 594. Im Rahmen der Umwandlung des ehemaligen Flugplatzes Leipheim zu einem interkommunalen Gewerbegebiet (Areal Pro) entstehen derzeit zahlreiche Neuansiedelungen von Gewerbe- und Industriebetrieben in unmittelbarer Nachbarschaft zum Ort.
Zu den größten ortsansässigen Firmen gehören:
- Kögl Fahrzeug- und Betriebseinrichtungen
- Tripus Schaltelektronik
- L+N Recycling
- Oberauer Metallbau
- Luible Spedition (auf dem Areal Pro)
- Britax Römer (auf dem Areal Pro)
- DELTA-MÖBEL

### Verkehr
Wie ein Riegel verläuft am Südrand des Dorfes die A 8, die seit 2003 sechsstreifig ausgebaut ist, in west-östlicher Richtung. Im Ortskern treffen die St 2020 von Holzgünz nach Günzburg und die GZ 4 von Waldstetten nach Riedheim aufeinander. Im Norden des Ortes zweigt die GZ 18 von der Straße nach Günzburg in Richtung Denzingen ab. Auch ein kurzes Stück der Mittelschwabenbahn von Günzburg nach Mindelheim liegt auf dem Gemeindegebiet. Zu der von vornherein großen Verkehrsbelastung aufgrund der St 2020, die durch Schwerlastverkehr teilweise als mautfreie Abkürzung zwischen der A 7 und der A 8 genutzt wird, kommt hinzu, dass die Bedarfsumleitung der A 8 quer durch die Gemeinde verläuft.
Die überörtliche Anbindung an den regionalen ÖPNV ist nicht stark ausgeprägt, jedoch ist Bubesheim seit 2012 Teil des staatlich geförderten Modellprojekts „FLEXIBUS Landkreis Günzburg“, das eine Art Rufbus auf Landkreisebene darstellt.
Westlich und nordwestlich von Bubesheim liegt der ehemalige Flugplatz Leipheim. Bis zum Ende der militärischen Nutzung durch die Bundeswehr 2008 prägte er erheblich die Entwicklung des Dorfes. Ein Zweckverband hat die Liegenschaft unter dem Titel „Areal Pro“ vom Bund übernommen. An dem Verband sind die Stadt Leipheim, die Stadt Günzburg, die Gemeinde Bubesheim und der Landkreis Günzburg beteiligt. Im Rahmen der Umwandlung in ein interkommunales Gewerbegebiet und den somit zunehmenden Schwerlast- und Individualverkehr ist seit längerem auch eine eigene Anschlussstelle an die A 8 im Westen von Bubesheim und eine autobahnparallele Verbindungsstraße zur Anschlussstelle Günzburg im Gespräch.

### Bildung
Es gibt folgende Einrichtungen (Stand: 2013):
- Kindertagesstätte: zwölf Betreuungsplätze mit neun Kindern
- Kindergarten: 55 Kindergartenplätze mit 48 Kindern
- Pfarrbücherei: im alten Pfarrhof

## Persönlichkeiten
- Monsignore Kaspar Willibald Kaiser, Geistlicher Rat, päpstlicher Geheimkämmerer, Komtur des Ritterordens vom Heiligen Grab zu Jerusalem und einziger Ehrenbürger Bubesheims
- Paul Sauter (* 1947), Fußballspieler und Talentsucher
- Janine Berger (* 1996), Turnerin
- Anton Edelmann (* 1952), Buchautor und Fernsehkoch in Großbritannien